# Volutifusus piratica
Volutifusus piratica is een slakkensoort uit de familie van de Volutidae. De wetenschappelijke naam van de soort is voor het eerst geldig gepubliceerd in 1940 door Clench & Aguayo.